# Літера

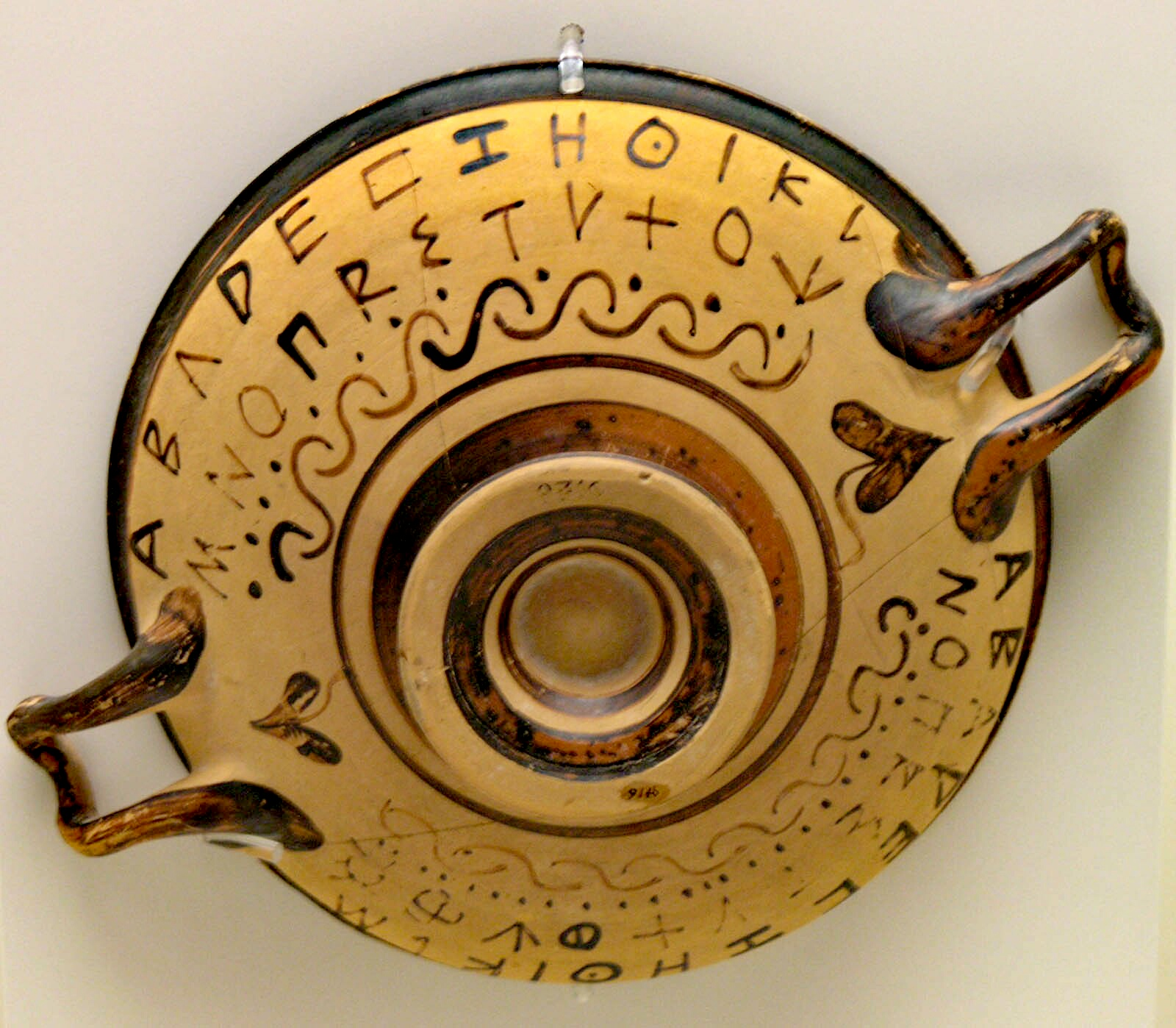
Античні грецькі букви на чорнофігурному кіліксі, Національний археологічний музей Афін

Лíтера (від лат. litera) або бýква (прасл. *buky, стцерк.-слов. букы) — графічний знак (графема), який сам або в поєднанні з іншими знаками використовується для позначення на письмі звуків, фонем, їхніх основних варіантів та типових послідовностей. Кількість букв у алфавіті зазвичай не перевищує 50. В українському правописі 2015 року слова «буква» й «буквосполучення» майже ніде не використовуються, натомість у редакції 2019 року ці поняття використовуються як абсолютні синоніми, причому перевага надається слову «буква».
Найчастіше буква відповідає звуку в усній мові, але це необов'язково. У букви може існувати декілька рівнозначних варіантів написання, що не змінюють її вимови чи сенсу.
Із літер складають склади, зі складів — слова.

## Етимологія
Слово літера походить через посередництво пол. litera від лат. littera, lītera. До латинської мови це слово потрапило з етруської, де, у свою чергу, є похідним від давньогрецького διφθέρᾱ, яке мало кілька значень: «книжка», «шкіра», «акт», «грамота». Від грецького διφθέρᾱ походить і медичний термін «дифтерія», «дифтерит», а також «дефте́р» («ханська податкова грамота») і «дефтердар».
Слово буква походить від прасл. *buky. Форма називного відмінка «буква» утворилася від форм знахідного відмінка *bukъvь та множини *bukъve (пор. «морква» — з *mъrky, «хоругва» — з *xorǫgy). Від давнішої форми *buky походить і назва другої букви глаголиці та старослов'янської кирилиці — «буки». Окрім значення «літера», «письмена», слово *buky у мові давніх слов'ян ще мало значення «бук» (пор. словен. bȕkva — «бук»), а також «книжка» (пор. полаб. bükvoi — «книжка», староцерк.-слов. боукарь — «книжник») Згідно з найпоширенішою версією, прасл. *buky («бук», «літера») має германське походження (*bōkō) і пов'язується з гот. bōka («літера»), bōkōs («книжка», «письмо», «грамота»), дав.-в.-нім. buoh, дав.-н.-нім. bôk, дав.-ісл. bók, нім. Buch і англ. book (всі означають «книжка»). Походження назви знаків та інформаційних носіїв пов'язане з матеріалом для письма — на букових дощечках або паличках у германців накреслювалися письмена (руни).